# Alfons Krumbholz
Alfons Krumbholz – polski lekkoatleta, specjalizujący się w biegach sprinterskich.

## Osiągnięcia
- Mistrzostwa Polski seniorów w lekkoatletyce (2 medale)[1]
  - Warszawa 1922
    - srebrny medal w biegu na 400 m

  - Warszawa 1924
    - brązowy medal w biegu na 200 m